# Partido Demócrata Español
Partido Demócrata Español (PADE) va ser un partit polític espanyol conservador, situat a la dreta del Partit Popular i catalogat per algunes fonts com ultradretà (acusacions negades pel mateix partit). Es definia com humanista cristià, liberal-reformista i moderat.
Va néixer amb el nom de Partit d'Acció Democràtica Espanyola a la fi de 1996, després d'escindir-se alguns dirigents del Partit Popular, crítics amb el seu "gir al centre". Amb el seu nom més conegut, va ser inscrit en el registre de partits del Ministeri de l'Interior al març de 1997. El PADE va sol·licitar integrar-se en Unión, Progreso y Democracia, sense que tal oferiment obtingués resposta. També es va remenar, durant 2007, la possible integració del PADE en el Partit Popular, així com donar-li suport en les eleccions generals de 2008.
El Partit Demòcrata Espanyol va mantenir una postura crítica, durant el primer mandat de José Luis Rodríguez Zapatero, respecte al procés de negociació amb ETA. A les eleccions generals espanyoles de 2000 va obtenir 9.136 vots i 5.677 vots a les eleccions generals espanyoles de 2004. A les eleccions municipals de 2003 va obtenir 14 regidors a Castella-la Manxa, 10 a Castella i Lleó i 8 en la Comunitat de Madrid. En les de 2007 va obtenir 20 regidors: cinc a la Província de Guadalajara, un a la Regió de Múrcia, un a la Província de València, un en la Província de Lleó i dotze en la Comunitat de Madrid. Comunitat aquesta en la qual, malgrat la sintonia existent entre el PP i el PADE, per diferències en política urbanística el PADE va decidir formar govern al costat d'Izquierda Unida i un partit independent ael municipi de Cobeña. Mentre que en el municipi d'Alovera va decidir no entrar en cap pacte de govern.
A les eleccions generals espanyoles de 2008 va optar per no presentar cap candidatura. El 14 d'abril de 2008 es va anunciar la seva dissolució com a partit amb efectivitat per a maig del mateix any. El seu president nacional va ser Juan Ramón Calero Rodríguez.